# Robert Hallowell Gardiner
Robert Hallowell Gardiner (auch Robert Hallowell Gardiner III; * 9. September 1855 in Fort Tejon, Kalifornien; † 15. Juni 1924 in Gardiner (Maine)) war ein US-amerikanischer Rechtsanwalt und eine der Führungsfiguren der frühen Ökumenischen Bewegung.

## Leben
Gardiner war ein Sohn des Offiziers John William Tudor Gardiner und seiner Frau Anne Elizabeth Hays Gardiner. Die Familie lebte ab 1859 in Maine und ab 1866 in Boston, wo Robert Gardiner an der Roxbury Latin School den Schulabschluss machte. Anschließend besuchte er das Harvard College und studierte schließlich Rechtswissenschaften an der Harvard Law School. 1880 ließ er sich als Rechtsanwalt in Boston nieder, wo er überwiegend für Banken und andere Unternehmen tätig war. Er verwaltete auch mehrere Trusts, vor allem im Immobilienbereich. 1882 zog die Familie in das benachbarte Chestnut Hill (Massachusetts). Die Kanzlei behielt Gardiner auch, nachdem er 1900 in das geerbte Gutshaus Oaklands in Gardiner (Maine) gezogen war, in die Stadt, die sein Urgroßvater Silvester Gardiner gegründet hatte und in der sein Großvater Robert Hallowell Gardiner (1782–1864) Bürgermeister gewesen war. 1918 gab er seine Tätigkeit als Rechtsanwalt auf, um sich ganz auf die kirchliche Arbeit konzentrieren zu können.
Gardiner war seit dem 23. Juni 1881 mit Alice Bangs aus Boston verheiratet. Aus der Ehe gingen fünf Kinder hervor: Robert Hallowell IV (1882–1944), Alice (* 1885), Sylvester (1888–1889), Anna Lowell (* 1890) und William Tudor (1892–1953).

## Kirchliche Tätigkeit
Gardiner war sehr engagiert in der Episkopalkirche der Vereinigten Staaten. Zunächst betreute er die Sonntagsschule in seiner Gemeinde, wurde bald aber auch für Funktionen auf höherer Ebene herangezogen. 1904 wurde er Präsident der Brotherhood of St. Andrew (einer Organisation der kirchlichen Jugendarbeit) und zugleich Mitglied im Generalkonvent seiner Kirche. Hier leitete er ab 1910 den Verfassungsausschuss. Als die Episkopalkirche 1908 zu den Gründungsmitgliedern des Federal Council of Churches in den USA (der Vorgängerorganisation des National Council of Churches) gehörte, war Gardiner beteiligt und wurde Mitglied im Exekutivausschuss.
Als Bischof Charles Henry Brent auf dem Generalkonvent der Episkopalkirche im Oktober 1910 bei seinem Bericht von der Weltmissionskonferenz in Edinburgh dafür warb, eine Initiative für die Überwindung der Differenzen zwischen den christlichen Kirchen zu starten, gehörte Gardiner zu den eifrigsten Unterstützern. Darauf wurde eine Kommission gegründet, die eine Weltkonferenz für „Glauben und Kirchenverfassung“ (Faith and Order) vorbereiten sollte. Charles Palmerston Anderson, der Bischof von Chicago, wurde zum Präsidenten und Gardiner zum Sekretär der Kommission bestimmt. Der Unternehmer J. P. Morgan, Jr. stellte 100.000 Dollar zur Deckung der Unkosten zur Verfügung.
Gardiner gelang es in den nächsten Jahren, Kontakte zu vielen anderen Kirchen aufzubauen und die Gründung von Unterstützungskomitees in anderen Kirchen, vor allem in den USA, Kanada und Großbritannien zu erreichen. Im Mai 1913 fand eine erste interkonfessionelle Konferenz in New York City statt. Der Schwerpunkt der Beteiligung lag in der protestantischen Welt, aber auch orthodoxe und altkatholische Kirchen sagten ihre Unterstützung zu. Selbst eine erste Antwort von Kardinalstaatssekretär Pietro Gasparri vom Dezember 1914 war freundlich. In Deutschland waren für den September 1914 offizielle Gespräche mit Friedrich Siegmund-Schultze und Friedrich Albert Spiecker geplant. Gardiner nahm Anfang August 1914 auch an der Gründungsversammlung des Weltbundes für Freundschaftsarbeit der Kirchen in Konstanz teil. Dann aber unterbrach der Ausbruch des Ersten Weltkriegs die hoffnungsvollen Anfänge und erschwerte die internationale Zusammenarbeit. Gardiner hatte sich nun auch mit Widerständen in der eigenen Kirche, besonders durch Bischof William T. Manning, auseinanderzusetzen. Im Januar 1916 wurden jedoch bei einer Konferenz verschiedener amerikanischer Kirchen in Garden City (Long Island) schon erste inhaltliche Festlegungen für die geplante Weltkonferenz getroffen.
Nach dem Kriegsende reiste Gardiner gleich wieder nach Europa, um die Planungen voranzutreiben. Nachdem 1920 unter anderem die Lambeth-Konferenz und das Ökumenische Patriarchat von Konstantinopel in Aufrufen an alle Christen die Bestrebungen für die Einheit der Christen unterstützt hatten, wurde für den 12.–20. August 1920 nach Genf zu einer Vorbereitungskonferenz eingeladen. 133 Delegierte aus über 80 Kirchen in 40 Ländern kamen zusammen und wählten einen Ausschuss, der die Weltkonferenz vorbereiten sollte. Brent wurde zum Vorsitzenden, Gardiner wiederum zum Sekretär gewählt. Er hatte auch unmittelbar zuvor an der Konferenz in Genf teilgenommen, auf der die Bewegung für Praktisches Christentum, die andere Säule der ökumenischen Bewegung, gegründet wurde.
In den folgenden Jahren war Gardiner bemüht, möglichst alle Kirchen der Welt zur Beteiligung an der Weltkonferenz zu gewinnen. Eine Absage kam allerdings aus Rom, und auch in der eigenen Kirche ging die Unterstützung zurück, so dass Gardiner zur Finanzierung seiner Reisen auf die eigenen Ersparnisse zurückgreifen musste. 1922 erkrankte er schwer aufgrund der Überarbeitung und starb zwei Jahre später in seinem Wohnsitz Oaklands. Die erste Weltkonferenz für Glauben und Kirchenverfassung 1927 in Lausanne erlebte er nicht mehr.